# Ernő Lendvai
Ernő Lendvai (Kaposvár, 6 febbraio 1925 – Budapest, 31 gennaio 1993) è stato un musicologo, insegnante e teorico della musica ungherese.

## Biografia
Ernő Lendvai studiò e si diplomò come pianista all'Accademia musicale Franz Liszt a Budapest. Le sue attività pedagogiche e artistiche abbracciavano molti aspetti della musica. Ha lavorato come professore e direttore in vari conservatori di musica in Ungheria. Inoltre, è stato attivo come tecnico del suono, come redattore musicale, come direttore d'orchestra e pianista. Il suo eccezionale senso delle scienze tecniche e soprattutto dell'acustica è stato ben utilizzato e sviluppato durante la sua attività di tecnico del suono. 
È stato uno dei primi teorici della musica della seconda metà del Novecento a scrivere sull’aspetto della sezione aurea e della serie di Fibonacci e su come questi vengono implementati nella musica di Bartók e a formulare il “sistema assiale”, la “scala acustica” e l’“accordo alfa”. 
Lendvai era sposato con la pianista Erzsébet Tusa, e insieme si trasferirono a Szombathely nel 1949 per seguire una scuola di musica locale.

## Selezione opere

### In ungherese
- Szimmetria a zenében (Kodály Intézet, 1994)
- Verdi és a 20. század: A Falstaff hangzás-dramaturgiája (Zeneműkiadó, 1984)
- Polimodális kromatika (Kodály Zoltán Zenepedagógiai Intézet, 1980)
- Bartók és Kodály harmóniavilága (Zeneműkiadó, 1975)
- Bartók Dramaturgiája (Zeneműkiadó Vállalat, Budapest, 1964)

### In tedesco
- Bartóks Dichterische Welt, Akkord Music Publishers, 2001
- Einführung in die Formen- und Harmoniewelt Bartóks, in Szabolcsi, Bence (ed.), Béla Bartók, Weg und Werk, Schriften und Briege, Kassel, Bärenreiter, 1953

### In inglese
- Béla Bartók: An Analysis of His Music, Introduction by Alan Bush, London: Kahn & Averill, 1971
- Bartók's Style, Akkord Music Publishers, 1999
- Verdi and Wagner, Kahn & Averill, 1988
- The workshop of Bartók and Kodály, Editio Musica, 1983
- Bartók and Kodály, Institute for Culture, 1980

### In italiano
- La Sezione Aurea nelle strutture musicali bartokiane, in «Nuova Rivista Musicale Italiana» (tr. it. di Mauro Beghella e Marialisa Monna), anno XVI (Aprile-Giugno 1982), n. 2, pp. 157-181; anno XVI (Luglio-Settembre 1982), n. 3, pp. 340-399